# Ben Nevis
A Ben Nevis (skótul: Beinn Nibheis, kiejtése: [peˈɲivəʃ]) az Egyesült Királyság és egyben Skócia legmagasabb hegycsúcsa. Magassága 1345 méter, és a Grampian-hegységben található. A csúcs egy régi vulkán beomlott krátere. Igen népszerű kirándulóhely, évente mintegy 100 ezer látogató mászik fel rá, az északi oldalán található 700 méter magas sziklák a legmagasabbak az országban. A hegyet James Robertson mászta meg elsőként 1771-ben.
A csúcson 1883 és 1904 között obszervatórium működött, az akkor gyűjtött adatok ma is nagy fontossággal bírnak Skócia hegyvidéki időjárásának megértésében.

## Fordítás
Ez a szócikk részben vagy egészben  a   Ben Nevis című angol Wikipédia-szócikk ezen változatának fordításán alapul.  Az eredeti cikk szerkesztőit annak laptörténete sorolja fel. Ez a jelzés csupán a megfogalmazás eredetét és a szerzői jogokat jelzi, nem szolgál a cikkben szereplő információk forrásmegjelöléseként.